# 우니베르시타역
우니베르시타 (Universita) 역은 이탈리아 나폴리 지하철 1호선의 역이다. 2011년 3월 26일에 문을 열었다.

## 상세
유명 건축가 알레산드로 멘디니와 디자이너 카림 라시드가 설계한 역이다. 나폴리 항에 근접해 있으며 데프레티스 가, 콜롬보 가, 마리나 가, 그리고 나폴리 최대의 상가 중 하나인 움베르토 로 (레티필로 거리) 일대로 건너갈 수 있다. 또 근처에 페리코 2세 대학교의 법학부와 철학부가 있으며 오리엔탈레 역사지구로도 찾아갈 수 있다. 2011년에는 런던의 '에미레이츠 리프 인터내셔널 어워드'를 수상하였다.
승강장은 지하 30m 깊이에 위치해 있으며 상당히 깊은 깊이에 속하지만 살바토르 로사 역과 비교했을 때에는 얕은 축에 속한다. 출입구는 총 두개로 하나는 나폴리 상공회의소가 있는 보르사 궁전에, 다른 하나는 반대쪽 보도의 바닷가 방향에 자리해 있으며 엘리베이터도 각각 설치되어 있다. 역 내부는 최근에 생겨난 단어들로 꾸며진 타일로 뒤덮여 있어 특색을 이룬다.

## 시설
이 역에는 다음과 같은 시설이 있다.
- 매표기

## 환승
- 트롤리버스 정류장
- 버스 정류장